# Ralph Meeker

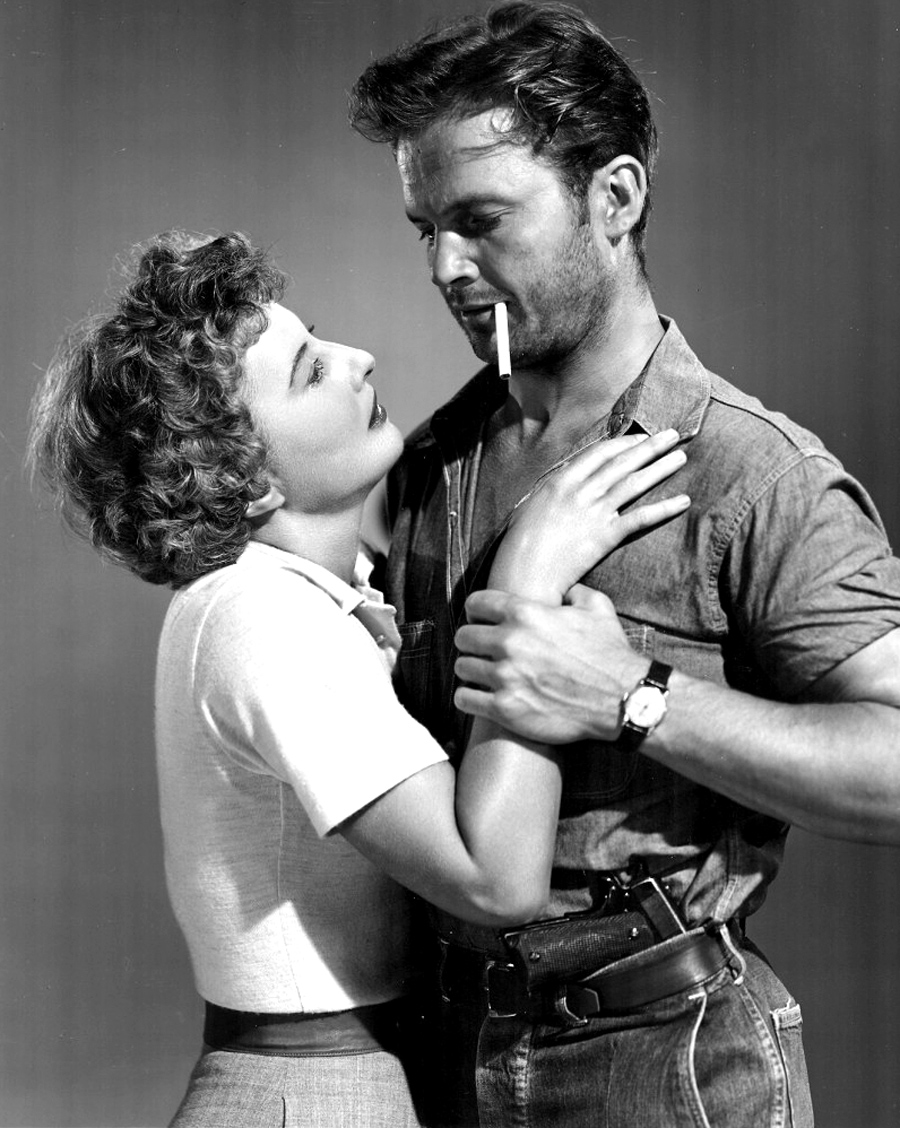
Barbara Stanwyck och Ralph Meeker 1953.

Ralph Meeker, ursprungligen Ralph Rathgeber, född 21 november 1920 i Minneapolis i Minnesota, död 5 augusti 1988 i Los Angeles i Kalifornien, var en amerikansk film-, teater- och tv-skådespelare, kanske mest känd för sin roll som Mike Hammer i filmen Natt utan nåd (1955).

## Biografi
Meeker gjorde sin filmdebut 1951 i Leopold Lindtbergs schweiziska film 4 i en jeep, och kort därefter samma år debut i en amerikansk film i en liten roll i Teresa. För sin roll i pjäsen Picnic (1954) vann han priser. Pjäsen blev senare en film med William Holden och Kim Novak, Utflykt i det gröna (1955).
Meeker dog 67 år gammal i en hjärtattack 1988.

## Filmografi i urval
- 1951 – 4 i en jeep
- 1951 – Teresa
- 1953 – Den nakna sporren
- 1953 – Fasans timmar
- 1955 – Natt utan nåd
- 1957 – Ärans väg
- 1957 – Sista skottet
- 1959–1960 – Not for Hire (TV-serie) (39 avsnitt)
- 1961 – Den grymma staden
- 1967 – 12 fördömda män
- 1967 – Chikago-massakern
- 1968 – Detektiven
- 1970 – Mellan lagen och våldet
- 1971 – Bandet
- 1975 – Brannigan
- 1976 – The Food of the Gods
- 1979 – Presidentmordet
- 1980 – Without Warning

## Teater

### Roller
| År   | Roll   | Produktion                   | Regi       | Teater                                        |
| ---- | ------ | ---------------------------- | ---------- | --------------------------------------------- |
| 1964 | Mickey | After The Fall Arthur Miller | Elia Kazan | ANTA Washington Square Theatre, New York, USA |